# سعید بن بطی آل مکتوم
سعید بن بطی آل مکتوم (به عربی: سعيد بن بطي آل مكتوم) امیر دبی بوده است. او در سال ۱۸۵۲ امیر دبی شد و در سال ۱۸۵۹ درگذشت.